# Клеопатра (съпруга на Филип II)
Вижте пояснителната страница за други личности с името Клеопатра.
Клеопатра Евридика (на гръцки: Ευρυδίκη, Κλεοπάτρα; на латински: Eurydice, Cleopatra) е последната съпруга на македонския цар Филип II.
Произлиза от знатна македонска фамилия. Племеница е на пълководеца Атал. Сестра е на Хипострат, който е баща на родения по-късно триерарх Хегелох.
През 337 г. пр. Хр. съвсем млада се омъжва за вече 45-годишния македонски цар Филип II по истинска любов и получава името Евридика. По време на сватбата Александър Велики се скарва с баща си и напуска двореца с майка си Олимпиада и се настаняват при нейния брат Александър от Епир.
Клеопатра ражда вероятно две деца Европа и Каран. Европа е убита още като бебе по нареждане на върналата се от изгнание Олимпиада.
Клеопатра трябвало да се обеси.